# Pentathlon d'hiver aux Jeux olympiques de 1948
Lors des Jeux olympiques d'hiver de 1948 à Saint-Moritz, le pentathlon d'hiver est retenu comme sport de démonstration. Ce sera son unique apparition lors de cet évènement. La compétition s'est déroulée du 31 janvier au 4 février à Saint-Moritz, en Suisse. Le pentathlon était composé de cinq sports : le ski de fond, le tir, le ski alpin, l'escrime et l'équitation.

## Podium
| Or                 | Argent             | Bronze             |
| Gustaf Lindh (SWE) | William Grut (SWE) | Bertil Haase (SWE) |

## Résultats
- 1.  Gustaf Lindh (SWE)
- 2.  William Grut (SWE)
- 3.  Bertil Haase (SWE)
- 4.  Somazzi Vincenzo (SUI)
- 5.  Rumpf Hans (SUI)
- 6.  Derek Allhusen (GBR)
- 7.  Peter Griessler (AUT)
- 8.  H. Schriber (SUI)
- 9.  J. A. O. Walker (GBR)
- 10.  Percy Legard (GBR)
- 11.  Willoughby Maurice (GBR)
- 12.  Claes Egnell (SWE)
- 13.  Viktor Platan (FIN)
- 14.  Josef Vollmeier  (SUI)